# La Murta y la Casella
La Murta y la Casella es un paraje natural municipal, con una superficie de 765,64 ha, que se localiza en el término municipal de Alcira, en la provincia de Valencia, Comunidad Valenciana, España.
El paraje es uno de los enclaves emblemáticos de la geografía valenciana, especialmente en lo que a su flora se refiere. Se encuentra sometido a un microclima muy favorable, con temperaturas suaves y un alto grado de humedad. En estas condiciones se desarrollan unas formaciones vegetales con un alto grado de madurez, con la presencia de fresnos de flor, carrascas, espino albar, bosquetes de laureles, madroños, durillos y mirtos (murta), especie que da nombre a uno de sus valles. Existe una destacada presencia de numerosos endemismos de flora, al igual que de rapaces de alto valor ecológico como son el águila perdiguera y el búho real.
Su alto valor paisajístico queda patente en sus abruptas sierras que flanquean fértiles valles, así como en su intensa carstificación, que da lugar a la presencia de numerosas simas y cuevas, configurando un paisaje de gran belleza que contrasta con la llanura litoral y el valle del río Júcar. Desde los picos del Cavall Bernat, la Creu del Cardenal, la Ratlla, o desde el observatorio forestal de l' Ouet, puede divisarse gran parte de la Ribera Baja y Alta.
Del mismo modo cuenta con un interesante patrimonio histórico-cultural en el que destaca la presencia del conjunto histórico-arquitectónico del monasterio de los Jerónimos, declarado Bien de Interés Cultural (BIC), con numerosos elementos entre los que sobresalen las ruinas consolidadas del monasterio, la casa señorial (en cuyo interior se encuentra un jardín romántico y la capilla de la Virgen), el conjunto de acueducto y balsas, y un nevero.
Este paraje se encuentra enclavado dentro del itinerario de la Ruta de los Monasterios de Valencia, ruta monumental y cultural inaugurada en 2008, que atraviesa estos valles, visitando el monasterio de La Murta.